# Campaea margaritaria
« Céladon (papillon) » redirige ici. Pour les autres significations, voir Celadon (homonymie).
Pour les articles homonymes, voir Phalène.
Espèce
Campaea margaritaria, le Céladon, la Perlée ou Phalène perlée, est une espèce de lépidoptères (papillons) de la famille des Geometridae, de la sous-famille des Ennominae.

## Synonyme
- Campaea margaritata Linnaeus, 1767.

## Description
L'envergure varie de 42 à 54 mm, la femelle est souvent plus grande que le mâle.

## Distribution
Europe jusqu'au Caucase. Commune en France depuis les basses altitudes à environ 1 500 m en montagne.

## Écologie
Le papillon vole en mai-juin puis en août-septembre (bivoltin sauf en montagne où il est univoltin). Il affectionne les bois clairs, les haies, les friches où la chenille très polyphage se nourrit de divers feuillus (arbres et arbustes). C'est la chenille qui hiverne.